# سلطان ابراهیم میرزا صفوی

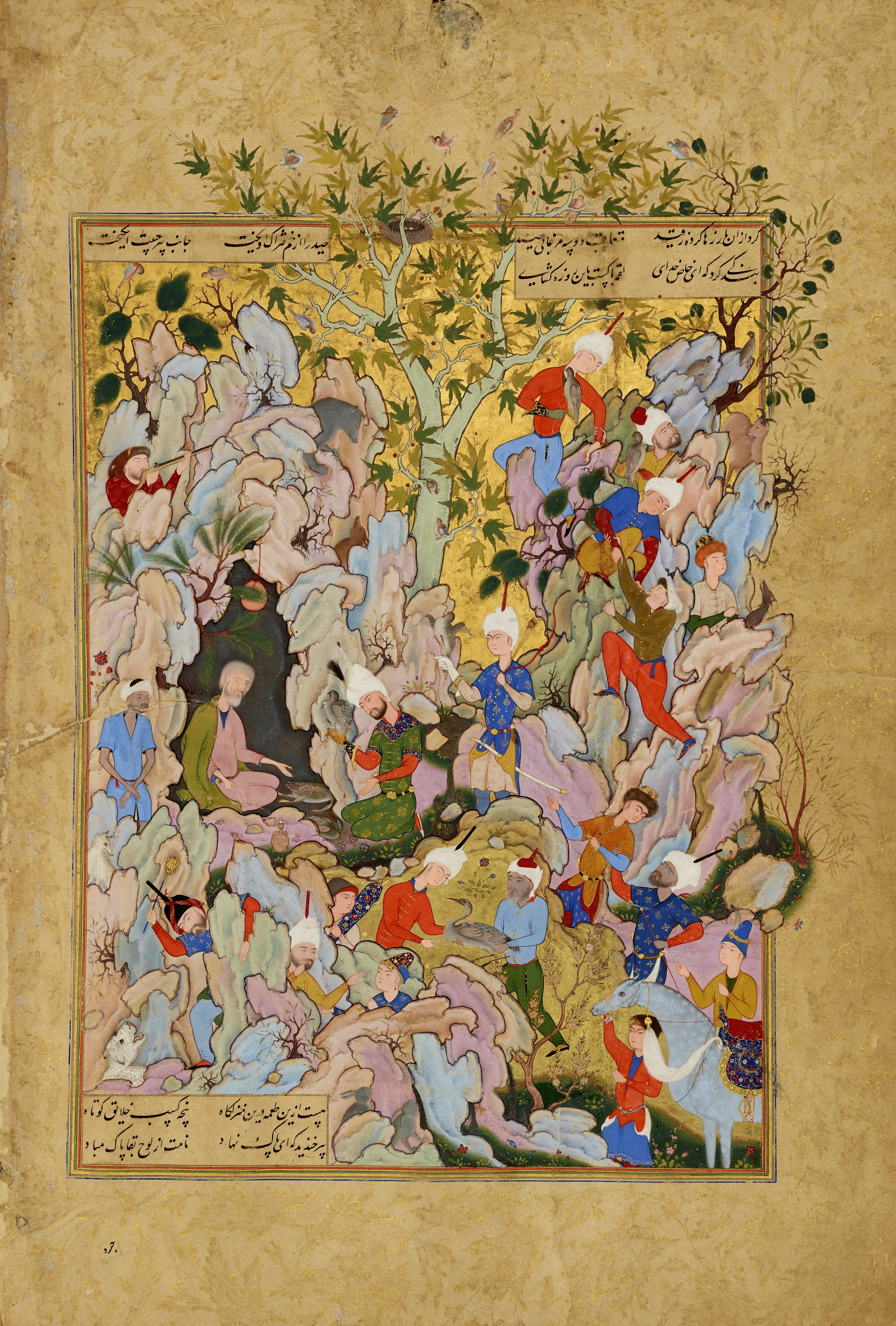
نگارگری ایرانی از کتاب مثنوی هفت اورنگ تصویر شده در مشهد در دربار ابراهیم میرزا

ابوالفتح سلطان ابراهیم میرزا یا فقیر ابراهیم بن بهرام (درگذشت ۹۸۴ ه‍. ق/۱۵۷۷م) متخلص به «جاهی» فرزند بهرام میرزا و نوه شاه اسماعیل صفوی است.
وی همچنین ایشیک آقاسی باشی، شاعر، نقاش، موسیقی‌دان، خوشنویس و استاد در بسیاری از فنون بود.

## زندگی و فرمانروایی
او اواخر ذی القعده سال ۹۴۶ ه‍.ق به دنیا آمد .مادرش، زینب سلطان خانم (متوفی ۹۷۷)، از خانواده های سرشناس شیروان بود.
ابراهیم میرزا به حسن خلق، کرم، شجاعت، تیزفهمی و بذله گویی شهرت داشت .
ابراهیم میرزا پس از مرگ شاه تهماسب به دستور شاه اسماعیل دوم در ۵ ذی الحجه ۹۸۴ (۱۵۷۷ میلادی) در قزوین به قتل رسید. پیکر او را به دستور شاه اسماعیل تجهیز و تکفین کرده، در آستانه شاهزاده حسین قزوین نزدیک دیگر شاهزادگانی که در همان اوقات به هلاکت رسیده بودند، به خاک سپردند. بعداً جسد ابراهیم میرزا توسط دخترش گوهرشاد بیگم به حرم امام رضا در مشهد منتقل شد.

## زندگی هنری

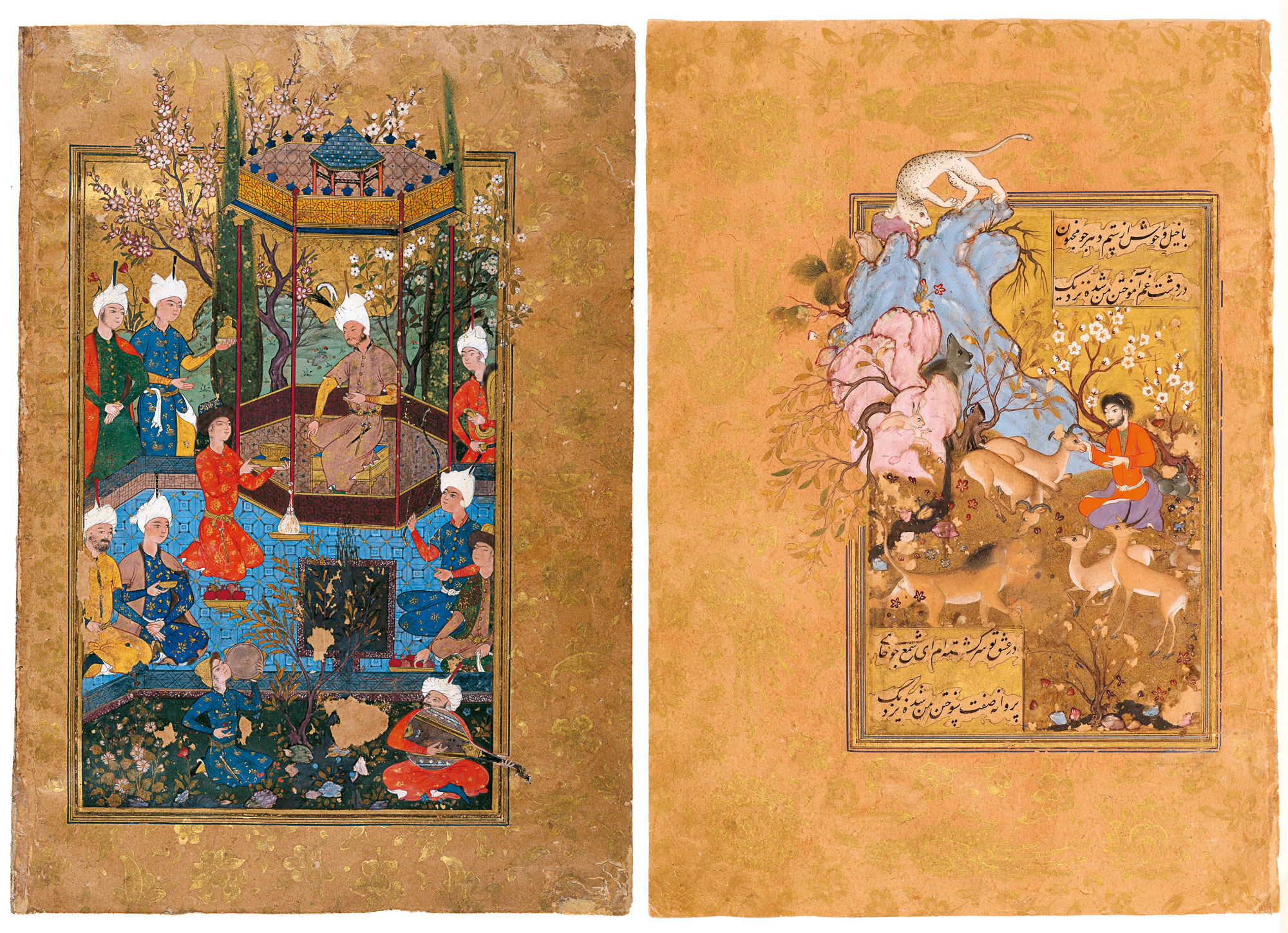
دیوان ابراهیم میرزا

ابراهیم میرزا علاوه بر تسلط بر علوم متداول آن زمان در موسیقی و نوازندگی نیز استاد بود و این فنون را از مولانا قاسم قانونی موسیقی‌دان آن عهد فراگرفته بود و چند ساز، به خصوص تنبور را خوب می‌نواخت. در طراحی و نقاشی هنرمندی شایسته بود و گروهی از نقاشان برجسته نیز از تشویق و تربیت او بهره‌ور بودند. او همچنین در تیراندازی، شنا، چوگان، قپق اندازی و شطرنج مهارت داشت. وی در سازتراشی، زهگیرتراشی، بهله دوزی، طنبورسازی، صحافی و تذهیب، عکس سازی و رنگ‌آمیزی و زرگری، حتی در طباخی و پختن انواع نان‌ها و شیرینی‌ها استاد بود. در درودگری و خاتمبندی نیز دست داشت. هرگز شراب نمی‌نوشید، ولی به فلونیا و تریاک اعتیاد داشت.
ابراهیم میرزا به فارسی و ترکی شعر می‌سرود و نمونه‌های گوناگون از سروده‌های او را تذکره‌نویسان نقل کرده‌اند. دیوان کامل اشعار او را پس از قتلش، توسط دخترش گوهر شاد خانم گرد آوری شد. نسخه‌ای نفیس از این دیوان به خط جمال مشهدی از خوشنویسان آن عصر، در کتابخانه کاخ گلستان موجود است که در ۹۸۹ ه‍.ق یعنی ۵ سال پس از کشته شدن شاعر کتابت شده‌است.
در میان شاهزادگان ممتاز و به همنشینی با شاعران و ادیبان و هنرمندان علاقه‌مند بود و کمتر شاهزاده‌ایی مانند او به جامعیت علوم و هنر و فنون دیده نشده‌است.
ابراهیم میرزا گذشته از آنکه خود شاعر و هنرمند بود، گروهی از هنرمندان و شاعران را در دربار خود گردآورد. او ازسال ۹۶۴ تا ۹۸۲ ه‍.ق کارگاهی درمشهد تأسیس کرد و علاوه بر هنرمندان مقیم خراسان تعدادی از هنرمندان تبریز را به خدمت گرفت که آثار زیبائی از خود به یادگار گذاشتند. کتابخانه بزرگ او در مشهد مجمع و محل کار جمعی از این اشخاص بود. وی به نوازندگان مشهور و موسیقی‌دانان نیز توجه و عنایت خاص داشت. در کتابخانه او همواره هنرمندان گرد می‌آمدند و او پیوسته مقیم و ملازم آنان بود.
از جمله شاعران و هنرمندانی که در دستگاه ابراهیم میرزا می‌زیسته و از پشتیبانی وی برخوردار بوده‌اند، خواجه حسین ثنائی مشهدی، میرزا قلی میلی هروی، شیخ رباعی، عبدی گونابادی، میروجیه‌الدین خلیل‌الله، عبدی تورانی، مولانا عیشی، شیخ محمد سبزواری، عبدالله مذهب شیرازی، علی اصغر کاشی، سلطان محمود طنبوره‌ای و مولانا قاسم قانونی را می‌توان نام برد.
مجموعه آثار هنری که او گردآورد مشهور است و شامل خطوط خوشنویسان، مصوران، جواهرات و چینی بود. مرقع او مشهور به مرقع ابراهیم میرزا صفوی است.
سلطان ابراهیم میرزا صفوی در نستعلیق شاگرد مالک دیلمی بود و شیوه میرعلی هروی را دنبال می‌کرد. او خط جلی (درشت) را بسیار خوش می‌نوشت و کتابت را هم خفی (ریز) می‌نوشت. رقم یا امضاء او «فقیر ابراهیم» یا «فقیر ابراهیم بن بهرام» بوده‌است.
اثری از سلطان ابراهیم میرزا صفوی در موزه خط و کتابت میرعماد از مجموعه کاخ‌موزه‌های سعدآباد با این مشخصات موجود است: قطعه خط دورو، بخشی از یک مرقع، به‌خط نستعلیق، قلم خوش، ۳ دانگ به شیوه میرعلی هروی، نگارش موربی و چلیپایی و رنگین نویسی، تزئین متن رنگین‌نویسی با نقوش تشعیری، حواشی مجدول الوان و حاشیه تشعیر، مکتب تزئین صفوی، رقم ابراهیم، محمد حسین، قرن ۱۰ ه‍. ق، ابعاد ۵/۳۷ × ۵/۲۴، ش. ر (گ/م: ۳۹۰)، ش. ا (۳۶۰۸ – ۱۹۶۳).

## نگارخانه

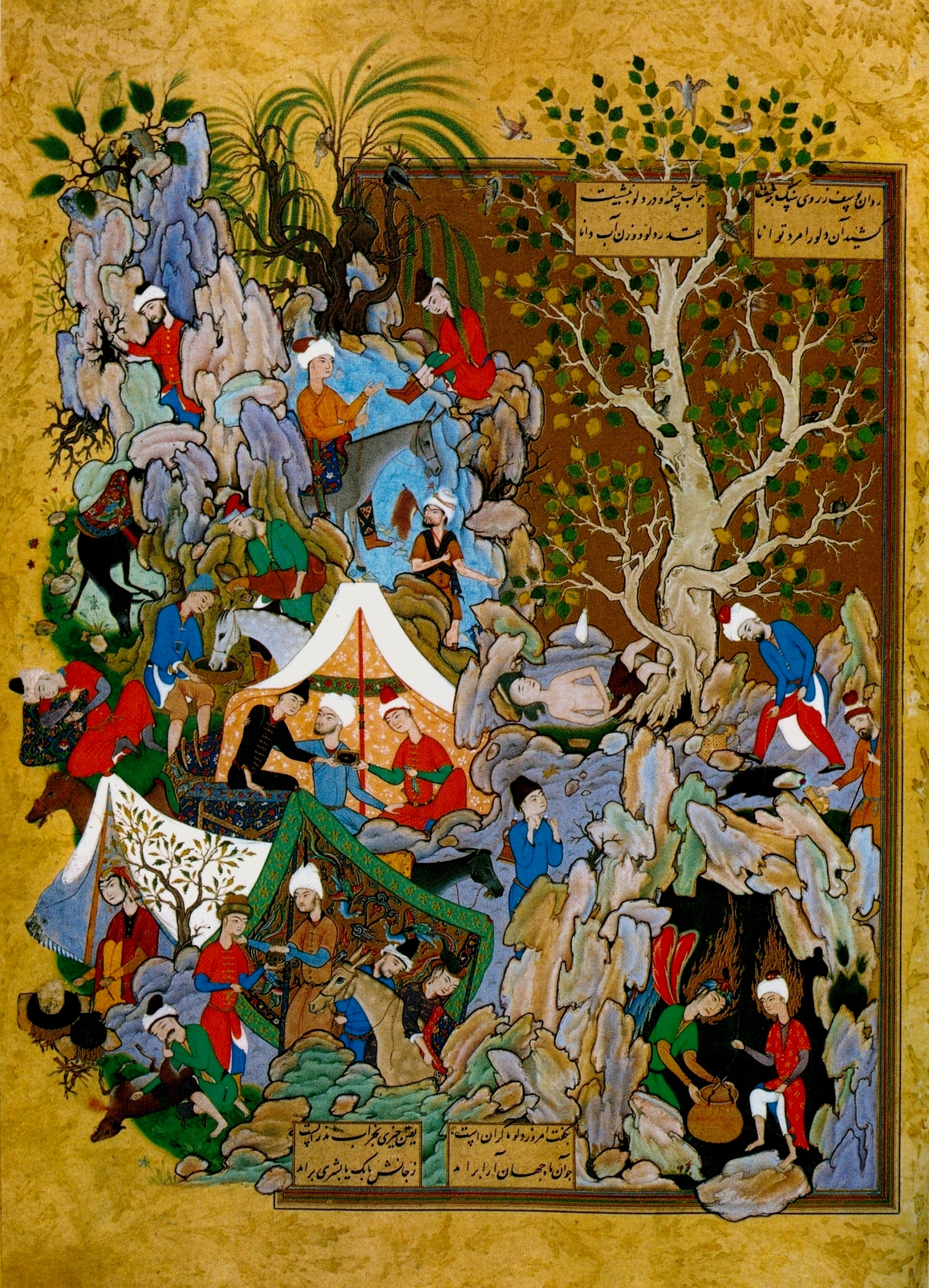
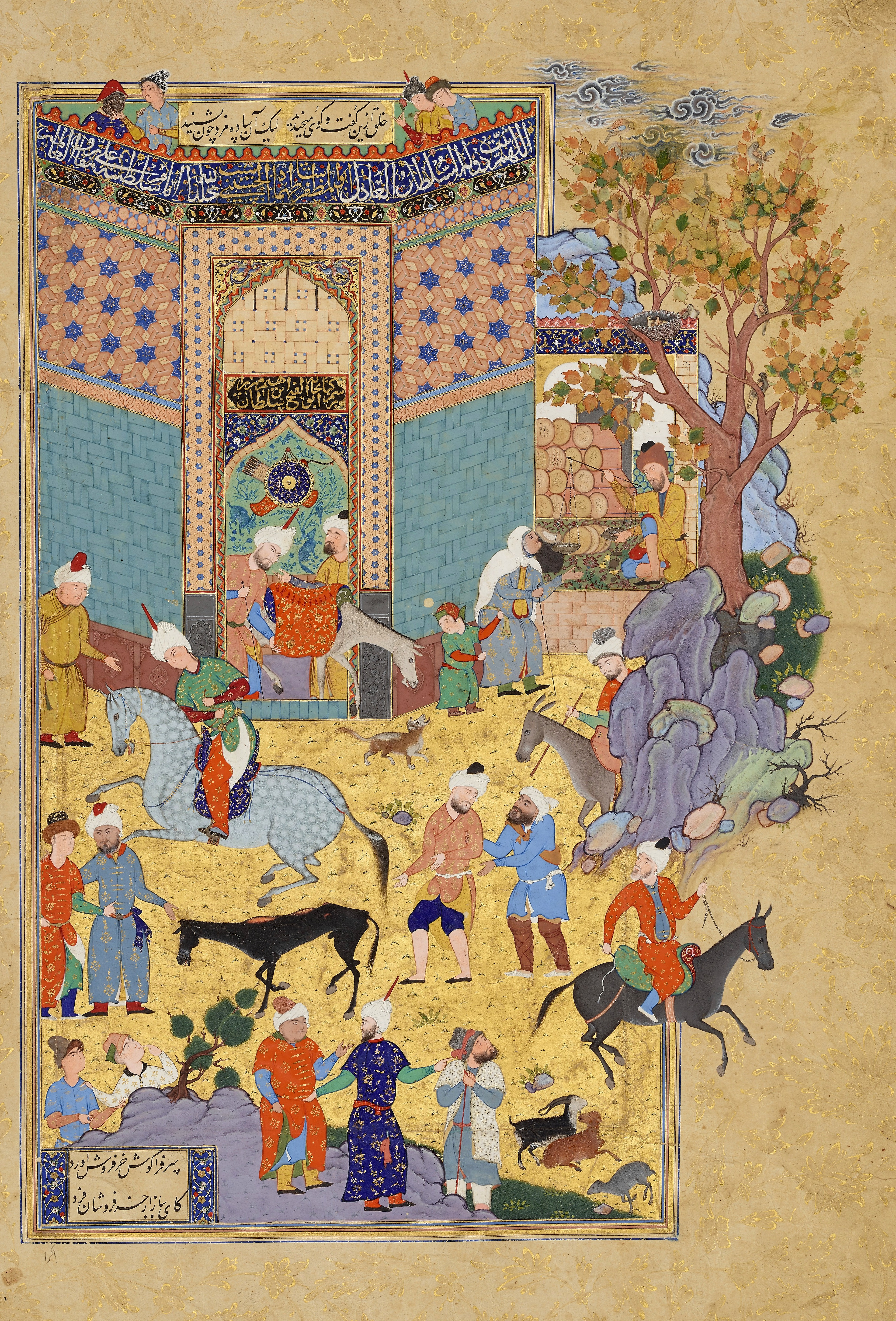
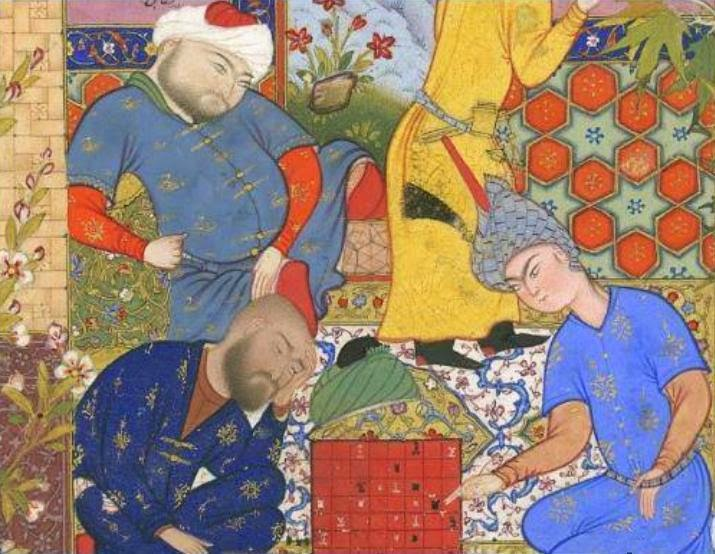